# Jungschar der Evangelisch-methodistischen Kirche
Die Jungschar der Evangelisch-methodistischen Kirche (kurz JEMK) ist ein Jugendverband der Evangelisch-methodistischen Kirche in der deutschsprachigen Schweiz. Der Verband bietet Freizeitangebote für Kinder und Jugendliche, welche ehrenamtlich von jungen Menschen geleitet werden.

## Geschichte
Der Verband entstand 1969 aus der Vereinigung der Jungscharen der Methodistenkirche und der Evangelischen Gemeinschaft. 1973 wurden von der JEMK erste Jugend-und-Sport-Ausbildungen angeboten. Anfangs waren Mädchen- und Knabenjungscharen getrennt. Im Verlaufe der 1980er-Jahre haben sich viele solche zusammengeschlossen. An der Jungscharsitzung 1999 wurden die neuen Richtlinien angenommen. Diese beinhalten eine Arbeitsweise auf den drei Schwerpunkten Schulung, Betreuung der Jungscharteams und arbeiten mit Jahresschwerpunkt. Im Jahre 2000 fand das erste Schweizertreffen über 10 Tagen in Affoltern im Emmental statt. Im Jahr 2005 wurde ein zweites Schweizertreffen veranstaltet und 2011 wurde ein Drittes durchgeführt. Das letzte Schweizertreffen fand unter dem Titel "Das Geheimnis der Sanduhr" in Walliswil bei Wangen im Jahr 2016 statt. Das nächste Schweizertreffen wird im Jahr 2026 in Brittnau stattfinden.[veraltet]

## Struktur und Organisation

### Schweizweit
Die Hauptverantwortlichen und die oberste Ebene ist der Jungscharrat, welchen den Vorstand des Verbandes sowie Delegierte der Regionen und der Ortsjungscharen beinhaltet. Der Vorstand übernimmt organisatorische Arbeiten und besteht aus 6 vom Konvent und dem Jungscharrat gewählten Personen. Der Schweizerische Konvent ist die jährlich stattfindende Generalversammlung, an welcher sich jede Ortjungschar durch einen Leiter vertritt.
| Region | Anzahl Jungscharen (Stand: 2001) |
| ------ | -------------------------------- |
| Aargau | 10                               |
| Alpha  | 14                               |
| Basel  | 6                                |
| Bern   | 26                               |
| Ost    | 13                               |
| Gesamt | 69                               |

Für die administrativen, gesamtschweizerischen Arbeiten ist das Jungscharsekretariat in Olten verantwortlich.

### Regionen
Die Jungscharen werden in 5 Regionen unterteilt, welche jeweils von einem Regionalteam betreut werden. Diese organisieren Ausbildungsmöglichkeiten und Regionentreffen.
Die Regionen heissen Basel, Aargau, Bern, Alpha und Ost. Die Region Alpha umfasst das Gebiet der Kantonen Zürich, Glarus und Graubünden, die Region Ost umfasst den Kanton Thurgau und St. Gallen.

### Jungscharen
In den 69 Ortsjungscharen treffen sich mehr als 2000 Kinder.
In der Jungschar gibt es für jeden Teilnehmer und Leiter einen sogenannten Jungscharnamen, der meistens ein besonderes Merkmal einer Person beschreibt. Zudem besitzt jede Jungschar einen Hauptleiter (HL) und einen JS-Coach. Dieser meldet die Jugend und Sportlager an und ist für die Jungschar verantwortlich.

## Ausbildung
In der Jungschar der Evangelisch-methodistischen Kirche gibt es mehrere Möglichkeiten um sich weiterzubilden:
- Tippkurse (12–16 Jahren)

Die neun verschiedenen Themen sind: Kochen, Übermitteln, Nothilfe, Seilkunde, Lagerbau, Naturkunde, Sternkunde, Orientieren und Musik.
- Grundschulung (ab 15 Jahren)

Ein Grundstein für die weiteren Ausbildungen in der Jungschar wird gelegt. In einer Woche im Zelt wird vor allem im technischen Bereich der Jungschararbeit ausgebildet.
- Ausbildung zum Gruppenleiter mit Jugend-und-Sport-Anerkennung (ab 16 Jahren)

In einer intensiven Woche lernen die Lehrenden, wie ein Jungscharnachmittag mit Andacht zu gestalten ist.
- Ausbildung zum Leiter mit Jugend-und-Sport-Anerkennung (ab 18 Jahren)

Schwerpunkt in diesem Kurs sind Lagergestaltung, Andachtsgestaltung im Lager, Umgang mit Kindern und Jugendlichen, Leitung einer Ortsjungschar, Teamführung, Eltern sowie Öffentlichkeitsarbeit und Persönlichkeitsschulung
- Kaderausbildung (ab 20 Jahren)
- weitere Kurse mit Jugend-und-Sport-Anerkennung.